# Benuza
Benuza é um município da Espanha na província de León, comunidade autónoma de Castela e Leão, de área 173,08 km² com população de 738 habitantes (2004) e densidade populacional de 4,26 hab./km².

## Demografia
| Variação demográfica do município entre 1991 e 2004 | Variação demográfica do município entre 1991 e 2004 | Variação demográfica do município entre 1991 e 2004 | Variação demográfica do município entre 1991 e 2004 |
| --------------------------------------------------- | --------------------------------------------------- | --------------------------------------------------- | --------------------------------------------------- |
| 1991                                                | 1996                                                | 2001                                                | 2004                                                |
| 817                                                 | 728                                                 | 720                                                 | 738                                                 |